# 阿尔策瑙
阿尔策瑙是德国巴伐利亚州的一个市镇。总面积59.32平方公里，总人口18491人，其中男性9223人，女性9268人（2011年12月31日），人口密度312人/平方公里。

## 友好城市
- 法國 塔翁莱孚日